# Axelklaff

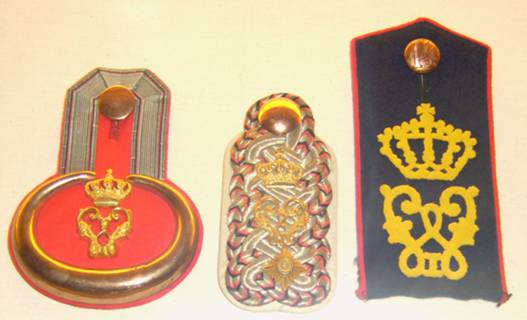
Fr. v. t. h.: epålett, axelträns, axelklaff.

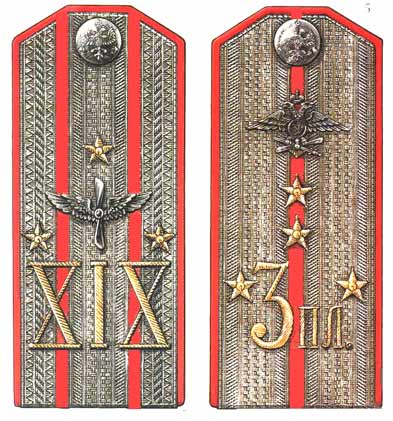
Ryska pogoner.

Axelklaff är en tygdel som är placerad över axelsömmen. Den sys eller häktas på vid ärmen och knäpps på axelsömmen in mot halskanten. Axelklaffar anbringades på militärens uniformrockar och har använts för att  hålla kvar över axeln burna remmar. Axelklaffarna kunde förses med gradbeteckning, nummer eller annan distinktion.
Pogoner är den ryska formen av breda axelklaffar med gradbeteckningar och andra insignier vilken infördes för att ersätta officerarnas epåletter.